# Суркіс Ігор Михайлович
І́гор Миха́йлович (Рахмільович) Су́ркіс (нар. 22 листопада 1958, Київ, Українська РСР) — український олігарх, політик і громадський діяч. Власник футбольного клубу «Динамо» (Київ) та каналу 1+1. Брат Григорія Суркіса. Разом з братом входить в олігархічний клан "Київська сімка".

## Біографія
Народився в єврейській родині. Батько — Михайло (Рахміль) Давидович (10.12.1919-04.02.2021), військовий лікар. Мати, Римма Яківна (Янівна), працівник роздрібної торгівлі.
Освіта вища, закінчив у 1981 році Київський інститут народного господарства.
У 1981—1988 рр. — начальник відділу ремонтно-будівельного управління «Київжитлорембудмонтаж», у 1988—1989 рр. — заступник начальника управління житлового господарства Шевченківського райвиконкому Києва, у 1989—1990 рр. — начальник відділу Міністерства житлово-комунального господарства України. У 1990—1994 рр. — директор комерційного центру СП «Динамо-Атлантик», у 1994—1998 рр. — генеральний директор ТОВ «Динамо-Атлантик».
Член партії СДПУ(о).
З 1998 по 2002 роки Суркіс був віце-президентом футбольного клубу «Динамо» Київ, а з 2002 року президент футбольного клубу «Динамо» (Київ).

## Скандали
У грудні 2016 року стало відомо, що УЄФА перевела мільйони євро на офшори компанії Newport Management Limited, якою володіє Суркіс молодший. Перекази здійснювались на рахунок фірми, який також використовували для виплат зарплатні футболістам і проведення трансферів гравців за дорученням «Динамо». Після цього в УЄФА розпочали внутрішнє розслідування.
26 лютого 2022, під час початку повномасштабного вторгнення РФ, виїхав із братом Григорієм із України без митної перевірки, через що ДБР почало розслідування проти митників. При виїзді Суркіси не задекларували готівку, а на угорській митниці оформили $17,5 млн. Згодом Ігор Суркіс назвав цю інформацію неправдою.

## Нагороди
- Орден «За заслуги» всіх ступенів: I ст. (2006)[9], II ст. (2004)[10], III ст. (2003)[11].
- Державна премія України в галузі архітектури (2002) за архітектуру комплексу динамівської навчально-тренувальної бази на Столичному шосе в Києві.

Разом із братом Григорієм входить до 50-ти найбагатших носіїв паспорта України.

## Родина
Одружений, має двох доньок.